# Erich Maria Remarque
Erich Maria Remarque (phát âm tiếng Đức: [ˈʔeːʀɪç maˈʀiːaˑ ʀeˈmaʀk]) (22 tháng 6 năm 1898 ở Osnabrück, Niedersachsen – 25 tháng 9 năm 1970 ở Lucarno, Thụy Sĩ), tên khai sinh Erich Paul Remark, là nhà văn người Đức, được biết đến nhiều nhất với tác phẩm Phía Tây không có gì lạ.

## Cuộc đời và sự nghiệp
Erich Maria Remarque sinh ngày 22 tháng 6 năm 1898 trong một gia đình thuộc giai cấp lao động ở thành phố Osnabrück, Đức. Cha của ông là Peter Franz Remark (sinh ngày 14.6.1867 tại Kaiserswerth) còn mẹ là Anna Maria (nhũ danh Stallknecht, sinh ngày 21.11.1871 tại Katernberg, thành phố Essen).

### Chiến tranh thế giới lần thứ nhất
Remarque gia nhập quân đội ở tuổi 18 trong thời Chiến tranh thế giới thứ nhất. Ngày 12.6.1917, ông được chuyển tới Mặt trận phía Tây, phục vụ ở Sư đoàn Bộ binh Trừ bị số 2 đồn trú tại Hem-Lenglet. Ngày 26.6.1917, ông được chuyển tới trung đội Công binh Bethe, thuộc đại đội 2, trung đoàn Bộ binh trừ bị thứ 15, đồn trú ở giữa Torhout và Houthulst. Ngày 31.7.1917, ông bị thương ở chân trái, ở cánh tay phải và ở cổ vì trúng các mảnh đạn trái phá, và được đưa về điều trị trong một bệnh viện quân đội Đức cho tới hết cuộc chiến.

### Làm giáo viên
Sau Chiến tranh thế giới thứ nhất, ông xuất ngũ học ngành sư phạm rồi làm giáo viên tiểu học từ ngày 1.8.1919 tại Wietmarschen, thời đó thuộc huyện Lingen, nay thuộc huyện Grafschaft Bentheim. Từ tháng 5 năm 1920 ông làm việc ở Klein Berßen thuộc huyện Hümmling cũ, nay là huyện Emsland, và từ tháng 8 năm 1920 ông làm việc ở Nahne (sáp nhập vào thành phố Osnabrück từ năm 1972). Ngày 20.11.1920 ông xin nghỉ dạy học.

### Các việc làm khác
Sau khi nghỉ dạy học, Erich đã làm nhiều việc khác nhau như nhân viên thư viện, buôn bán, nhà báo, biên tập viên vv... Công việc viết lách đầu tiên được trả lương của ông là việc viết kỹ thuật cho Công ty Continental AG, một công ty sản xuất lốp xe của Đức.

### Tiểu thuyết gia

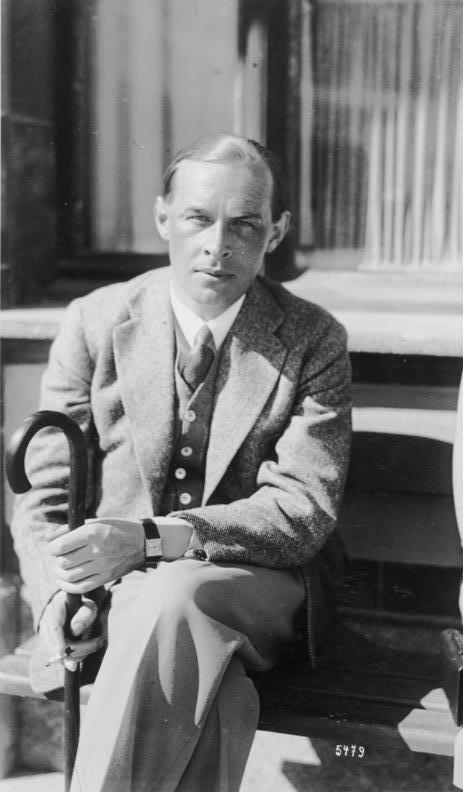
Remarque tại Davos năm 1929.

Remarque đã thử viết văn từ khi 16 tuổi bằng những bài tiểu luận, thơ và bắt đầu viết quyển tiểu thuyết Die Traumbude được xuất bản năm 1920. Khi xuất bản quyển Phía Tây không có gì lạ (Im Westen nichts Neues), Remarque đổi tên đệm thành Maria để tưởng niệm người mẹ và lấy lại tên họ nguyên thủy là Remarque (đã bị ông nội đổi thành Ramark từ thế kỷ thứ 19).
Năm 1927, Remarque bắt đầu viết quyển tiểu thuyết thứ hai Station am Horizont (Trạm ở chân trời), được đăng từng kỳ trên tạp chí thể thao "Sport im Bild" nơi Remarque cộng tác. Quyển này chỉ được xuất bản dưới dạng sách trong năm 1998. Tác phẩm nổi tiếng nhất của ông, Phía Tây không có gì lạ (Im Westen nichts Neues), đã được viết trong vài tháng năm 1927, nhưng Remarque không tìm được một nhà xuất bản., mà phải đợi mãi tới năm 1929 mới được xuất bản. Tiểu thuyết này mô tả các kinh nghiệm từng trải của những người lính Đức trong Chiến tranh thế giới thứ nhất. Sau đó, ông viết một số tác phẩm tương tự bằng ngôn ngữ giản dị đầy cảm xúc mô tả những sự kiện thời chiến và những năm sau chiến tranh.
Năm 1931, sau khi hoàn tất quyển Der Weg zurück (Đường trở về), Remarque mua một biệt thự ở thị xã Ronco sopra Ascona (Thụy Sĩ), để vừa cư ngụ ở đây vừa ở Pháp. 
Quyển tiểu thuyết tiếp theo của ông là Drei Kameraden (Ba người bạn), mô tả một thời kỳ kéo dài nhiều năm của Cộng hòa Weimar, từ cuộc lạm phát phi mã năm 1923 đến cuối thập niên 1930. Cuốn tiểu thuyết thứ tư của Remarque là quyển Liebe deinen Nächsten (dịch sang tiếng Anh là Flotsam hoặc Love Thy Neighbour), xuất hiện đầu tiên trên tạp chí Collier's năm 1939 dưới bản dịch từng kỳ sang tiếng Anh, Remarque đã dành thêm 1 năm sửa chữa lại rồi mới in thành sách cả bằng tiếng Đức lẫn tiếng Anh trong năm 1941. Tiểu thuyết tiếp theo của ông là quyển Khải Hoàn Môn, được xuất bản lần đầu bằng tiếng Anh trong năm 1945, năm sau được xuất bản bằng tiếng Đức, đã nhanh chóng trở thành quyển sách bán chạy nhất với doanh thu gần 5 triệu dollar Mỹ.

### Thời kỳ Đức Quốc xã
Ngày 10.5.1933, chính phủ Đức – theo sáng kiến của bộ trưởng Bộ Tuyên truyền Quốc xã Joseph Goebbels – đã cấm và công khai đốt các tác phẩm của Remarque. Remarque cuối cùng phải rời Đức sang sống tại biệt thự của ông ở Thụy Sĩ. Đức quốc xã tiếp tục đả kích tác phẩm của ông và tuyên bố rằng ông là hậu duệ của người Pháp gốc Do Thái và rằng tên họ thật của ông là Kramer, một tên nghe có vẻ Do Thái, và tên gốc của ông được đánh vần ngược. Điều này vẫn được trích dẫn trong một số bản tiểu sử, bất chấp chứng cứ không đầy đủ. Đức quốc xã cũng khẳng định - cách giả dối - là Remarque đã không nhập ngũ trong Chiến tranh thế giới thứ nhất. Năm 1938, ông bị thu hồi quốc tịch Đức, rồi sau đó vào năm 1939 sau khi ông và người vợ cũ đã tái hôn để ngăn chặn việc bà phải hồi hương về Đức, họ đã rời Porto Ronco, Thụy Sĩ để sang Hoa Kỳ. Họ nhập quốc tịch Mỹ năm 1947.
Năm 1943, chính phủ Đức bắt giam người chị/em của ông, Elfriede Scholz, người đã ở lại Đức với chồng và 2 đứa con của bà. Sau một phiên xét xử ngắn ở "Volksgerichtshof" ("Tòa án nhân dân" ngoài hiến pháp của Hitler), Scholz bị kết tội "phá hoại ngầm tinh thần" vì đã nói rằng cuộc chiến tranh này sẽ thất bại. Chủ tọa phiên tòa Roland Freisler tuyên bố: " Ihr Bruder ist uns Leider entwischt-Sie aber werden uns nicht entwischen" ("Không may là người anh trai của mụ đã thoát khỏi tầm tay của chúng tôi, tuy nhiên, mụ sẽ không thoát khỏi tay chúng tôi"). Scholz đã bị chặt đầu ngày 16 tháng 12 năm 1943, và chi phí cho việc bắt giam, truy tố cùng việc xử tử Scholz là 495,80 Mark - được gán cho người em gái của Scholz là Erna phải gánh chịu.

### Thụy Sĩ
Năm 1948, Remarque trở lại Thụy Sĩ sống hết cuộc đời còn lại. Có một khoảng cách bảy năm - một sự im lặng dài của Remarque - giữa quyển Khải Hoàn Môn và tác phẩm tiếp theo của ông Der Funke Leben (Tia lửa sống), xuất hiện bằng cả tiếng Đức và tiếng Anh vào năm 1952. Trong khi đang viết quyển Der Funke Leben Remarque cũng đã viết tiếp một cuốn tiểu thuyết khác Zeit zu Leben und Zeit zu sterben (Thời để sống và Thời để chết). Quyển này được xuất bản lần đầu trong bản dịch tiếng Anh năm 1954 với nhan đề không hoàn toàn theo nghĩa đen A Time to Love and a Time to Die (Một thời để Yêu và một Thời để Chết). Năm 1958, Douglas Sirk đã đạo diễn bộ phim A Time to Love and a Time to Die ở Đức, dựa trên cuốn tiểu thuyết nói trên của Remarque. Remarque đã đóng một vai nhỏ là vai vị Giáo sư trong phim này.
Năm 1955, Remarque đã viết kịch bản cho một phim Áo: Der letzte Akt (Màn chót), về những ngày cuối cùng của Hitler trong căn hầm của Phủ thủ tướng Đức ở Berlin, dựa trên cuốn sách Ten days to die (1950) của Michael Musmanno. Năm 1956, Remarque đã viết một vở kịch sân khấu Full Circle (Die letzte Station) được diễn thành công ở cả Đức lẫn trên sân khấu Broadway. Bản dịch tiếng Anh được xuất bản vào năm 1974 nhan đề Heaven Has No Favorites được đăng từng kỳ trên báo (với tiêu đề Borrowed Life (Cuộc đời vay mượn) vào năm 1959 rồi được in thành sách vào năm 1961 và được chuyển thể thành bộ phim Bobby Deerfield năm 1977. Quyển Die Nacht von Lissabon (Đêm ở Lisbon), được xuất bản vào năm 1962, là tác phẩm cuối cùng của Remarque. Cuốn tiểu thuyết này bán được khoảng 900.000 bản tại Đức và là một cuốn sách bán chạy ở nước ngoài.

## Các mối tình và các cuộc hôn nhân
Cuộc hôn nhân thứ nhất của Remarque là với nữ diễn viên Ilse Jutta Zambona vào năm 1925. Cuộc hôn nhân của họ đầy bão tố và cả hai bên đều không chung thủy. Remarque và Zambona ly dị vào năm 1930, nhưng phải cùng nhau chạy trốn về ngôi biệt thự ở Porto Ronco, Thụy Sĩ vào năm 1933 khi Đức quốc xã nắm quyền ở Đức. Tháng 5 năm 1933, quyển tiểu thuyết Phía Tây không có gì lạ của ông đã bị đốt trong đợt đốt sách đầu tiên của Đức Quốc xã và điều đó trở nên rõ ràng rằng cả Remarque lẫn Zambona đều không thể trở lại Đức.
Trong thập niên 1930, Remarque đã có những quan hệ yêu đương với nữ diễn viên Hedy Lamarr người Áo rồi với Marlene Dietrich  và trong thập niên 1940 với Greta Garbo.. Chuyện tình với Dietrich bắt đầu từ tháng 9 năm 1937 khi họ gặp nhau ở Lido khi tham dự Liên hoan phim Venezia và tiếp tục ít nhất cho tới năm 1940, phần lớn là liên lạc qua thư từ, điện tín và điện thoại. Một tập hợp các thư của họ đã được xuất bản năm 2003 trong quyển "Sag Mir, Dass Du Mich Liebst"(Hãy nói là Anh yêu Em hoặc Em yêu Anh) rồi từ năm 2011 trong vở kịch Puma. 
Năm 1938, Remarque và người vợ cũ Zambona tái hôn với nhau ở Thụy Sĩ nhằm ngăn ngừa việc Zambona bị cưỡng bách trở lại Đức, rồi sau đó họ nhập cư vào Hoa Kỳ năm 1939 và cả hai người đều nhập quốc tịch Mỹ năm 1947. Họ lại ly dị lần nữa vào ngày 20.5.1957, lần này là vĩnh viễn. Zambona qua đời ngày 25.6.1975.
Năm 1958 Remarque lại kết hôn với nữ diễn viên Paulette Goddard và họ gắn bó với nhau cho tới khi Remarque từ trần tại Locarno ngày 25.9.1970, thọ 72 tuổi. Remarque được an táng ở nghĩa trang Ronco ở thị xã Ronco sopra Ascona, bang Ticino, Thụy Sĩ. Goddard từ trần năm 1990 và được an táng bên cạnh chồng mình. 
Bà để lại một tài sản thừa kế 20 triệu dollar Mỹ cho Đại học New York để tài trợ cho việc lập Viện nghiên cứu về châu Âu, được đặt theo tên Remarque. 
Giám đốc đầu tiên của Viện Remarque là giáo sư Tony Judt. Các giấy tờ của Remarque được lưu giữ ở thư viện Fales của Đại học New York.
Đại học New York cũng đặt tên một tòa nhà ký túc xá dành cho sinh viên chưa tốt nghiệp theo tên bà: Paulette Goddard Hall.

## Biệt thự Casa Monte Tabor
Hiện nay những nỗ lực để gây một khoản quỹ 6,2 triệu Franc Thụy Sĩ (7 triệu dollar Mỹ), để mua cùng bảo quản ngôi biệt thự Casa Monte Tabor của Erich Maria Remarque và Paulette Goddard cho khỏi bị hủy hoại đang được tiến hành. Mục đích là để biến ngôi biệt thự này thành một nhà bảo tàng và là nơi dành cho chương trình nghệ sĩ cư trú để sáng tác tại chỗ, tập chú vào tính sáng tạo, tự do và hòa bình

## Danh mục tác phẩm

### Tiểu thuyết

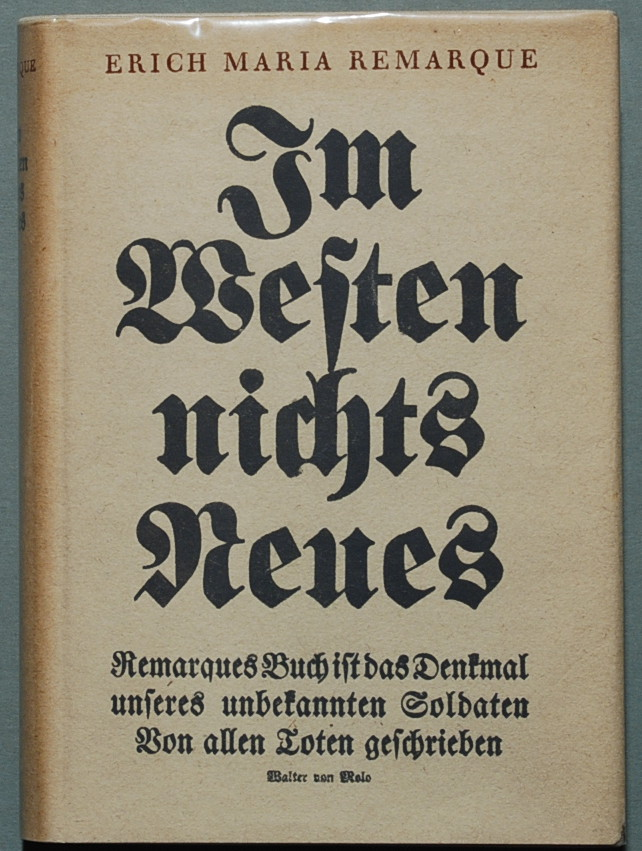
Nguyên bản Phía tây không có gì lạ năm 1929

- (1920) Die Traumbude. Ein Künstlerroman
- (1928) Station am Horizont
- (1929) Im Westen nichts Neues - Phía tây không có gì lạ, Nhà xuất bản Đông A, Vũ Hương Giang dịch, ISBN 978-604-394-514-0
- (1931) Der Weg zurück - Đường về, Nhà xuất bản Đông A, Vũ Hương Giang dịch
- (1936) Drei Kameraden - Ba người bạn, Nhà xuất bản Đông A, Vũ Hương Giang dịch
- (1939) Liebe deinen Nächsten - Bản du ca cuối cùng, Nhà xuất bản Đông A, Vũ Kim Thư dịch
- (1945) Arc de Triomphe - Khải hoàn môn, Nhà xuất bản Đông A, Cao Xuân Hạo dịch
- (1952) Der Funke Leben - Lửa yêu thương, lửa ngục tù, Nhà xuất bản Đông A, Vũ Kim Thư dịch
- (1954) Zeit zu leben und Zeit zu sterben - Thời gian để sống và thời gian để chết, Nhà xuất bản Đông A, Lê Phát dịch
- (1956) Der schwarze Obelisk - Bia mộ đen, Nhà xuất bản Đông A, Vũ Kim Thư dịch
- (1961) Der Himmel kennt keine Günstlinge
- (1962) Die Nacht von Lissabon - Đêm Lisbon, Nhà xuất bản Đông A, Lê Khánh dịch
- (1970) Das gelobte Land
- (1971) Schatten im Paradies - Bóng tối thiên đường, Nhà xuất bản Đông A, Tô Hoàng dịch

### Các tác phẩm khác
- (1931) Der Feind; Bản dịch tiếng Anh: The Enemy (1930–1931); truyện ngắn
- (1955) Der letzte Akt; Bản dịch tiếng Anh: The Last Act; kịch bản
- (1956) Die letzte Station; Bản dịch tiếng Anh: Full Circle (1974); kịch
- (1988) Die Heimkehr des Enoch J. Jones; Bản dịch tiếng Anh: The Return of Enoch J. Jones; kịch
- (1994) Ein militanter Pazifist; Bản dịch tiếng Anh: A Militant Pacifist; phỏng vấn và tiểu luận